# Kochanowice
Kochanowice (in tedesco Kochanowitz) è un comune rurale polacco del distretto di Lubliniec, nel voivodato della Slesia.
Ricopre una superficie di 79,71 km² e nel 2004 contava 6 715 abitanti.